# 怪誕龍屬
怪誕龍（屬名：Paraxenisaurus，意為「奇怪的蜥蜴」）是一屬恐手龍科的獸腳亞目恐龍，生存於白堊紀晚期坎潘階（7300萬至7210萬年前）的墨西哥。

## 發現及命名

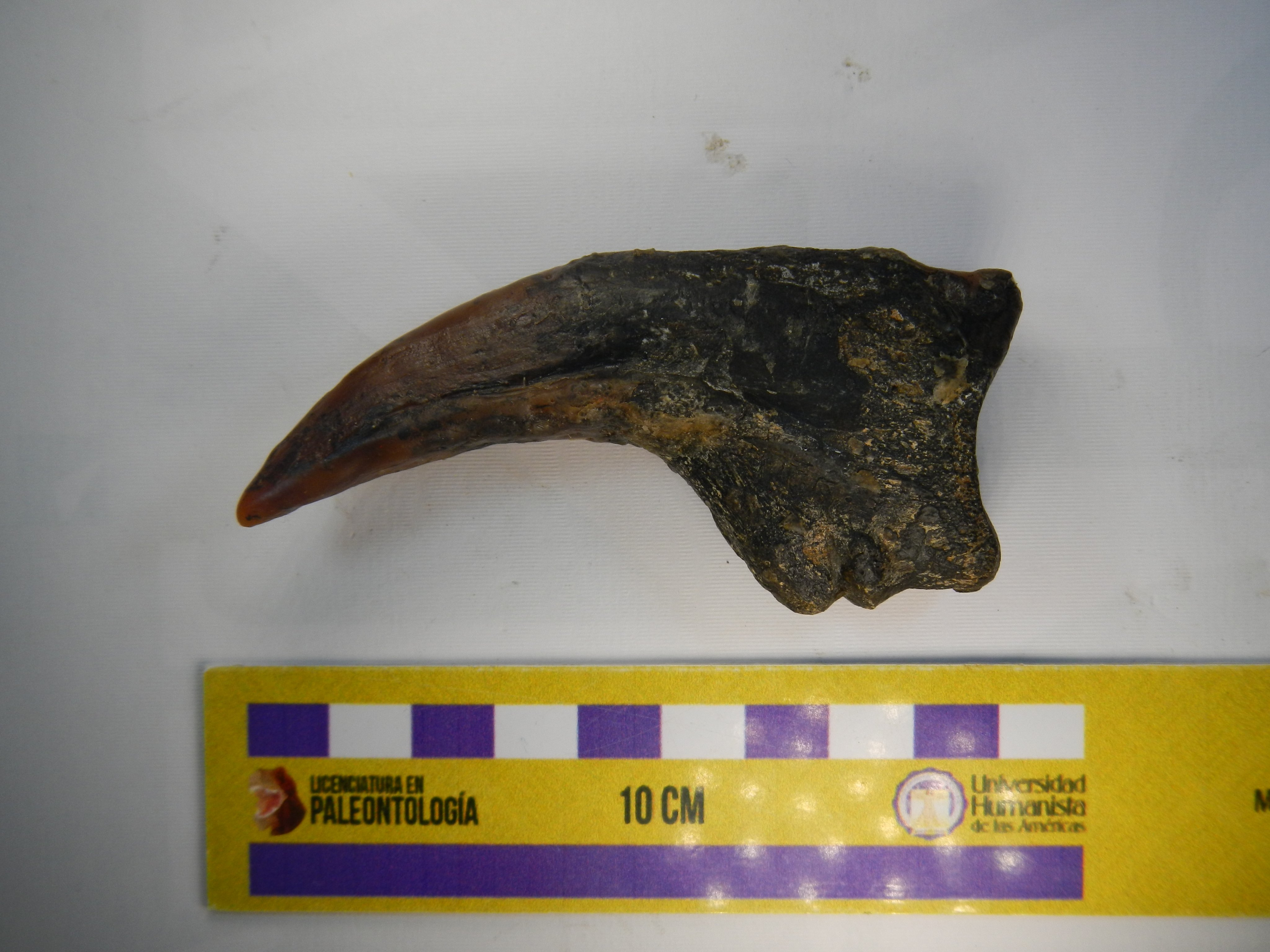
指爪

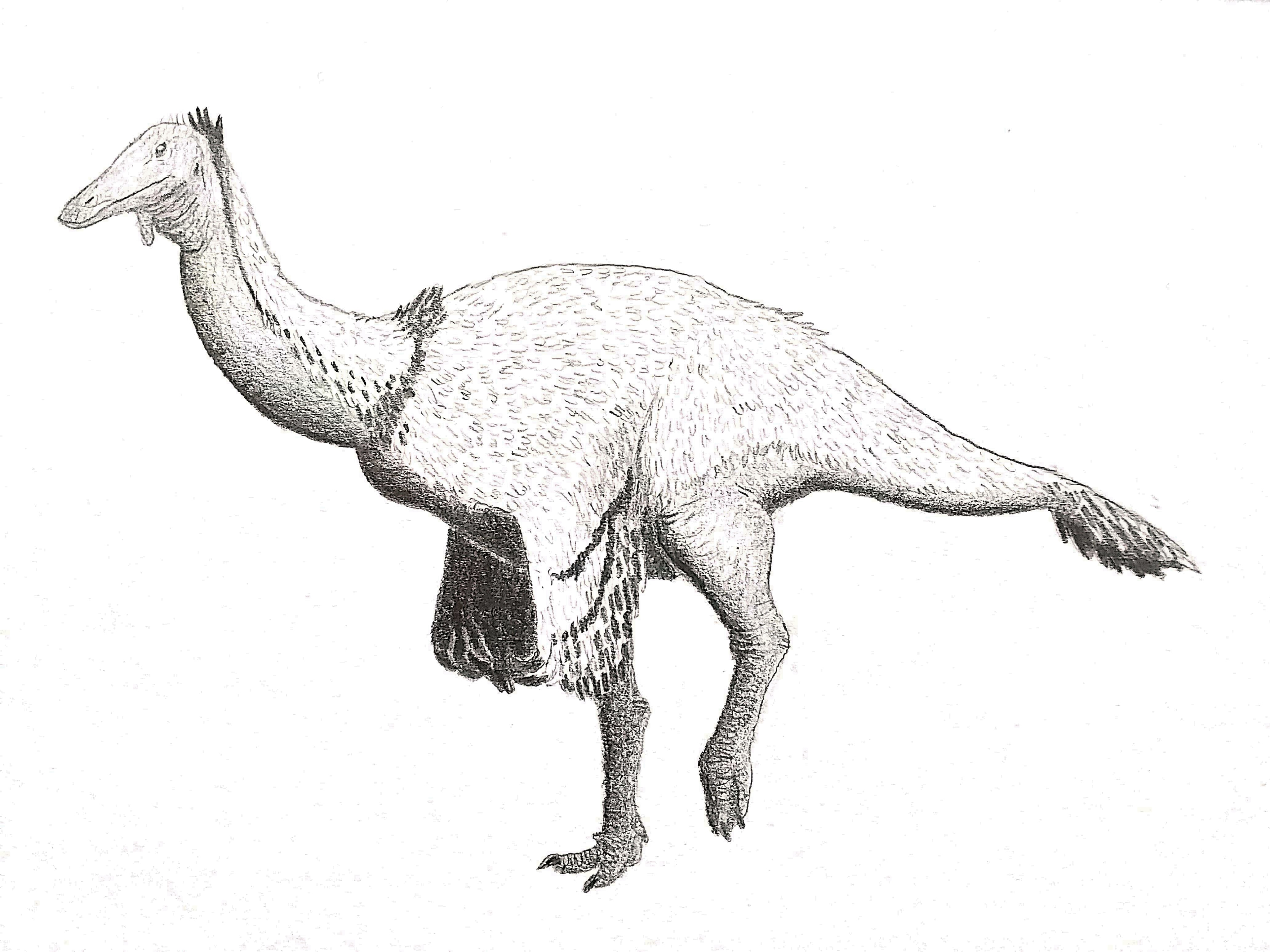
描繪成恐手龍科的重建圖

1990年代在科阿韋拉州的民山組（Cerro del Pueblo Formation）三個地點發現了似鳥龍類化石。20年後，這些遺骸被確認為新的北美物種。2020年墨西哥古生物學家Claudia Inés Serrano-Brañas、Belinda Espinosa-Chávez、Sarah Augusta Maccracken、Cirene Gutiérrez-Blando、Claudio de León-Dávila和José Flores Ventura命名並敘述了模式種師範怪誕龍（Paraxenisaurus normalensis）。屬名源自希臘文的paráxenos（奇怪）；種名取自發現地的一處教師訓練機構—科阿韋拉成功師範大學（Benemérita Escuela Normal de Coahuila）。正模標本BENC 2/2-001是頭骨缺失的部分骨架，另外包含四個來自不同個體的標本。这些标本包含背椎、股骨、距骨和手腳。

## 敘述
正模標本的材料來自一個成年個體。估計身長5.7公尺及體重600公斤。

## 分類
系統發生學分析將怪誕龍分類於恐手龍科，與恐手龍、似金翅鳥龍構成多分支。牠是第一個發現於北美洲的恐手龍科。

## 古生態學

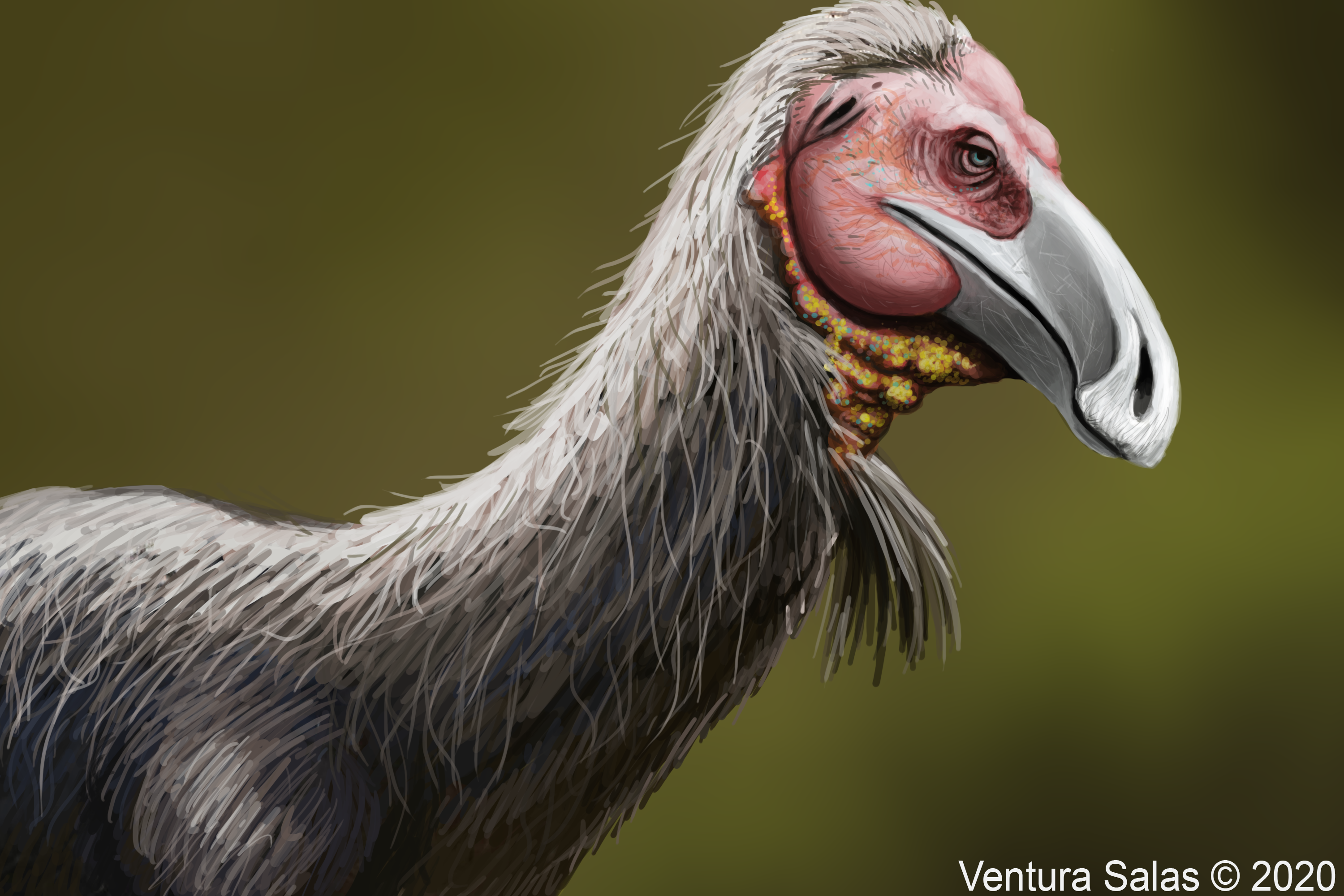
由Ventura Salas所繪製的復原圖

怪誕龍來自民山組，與科阿韋拉角龍、寬鼻龍、威拉弗龍、字冠龍、其他未敘述的似鳥龍類共享棲地。該地在白堊紀晚期是個海岸平原。